# Johann Wilhelm Schürenberg

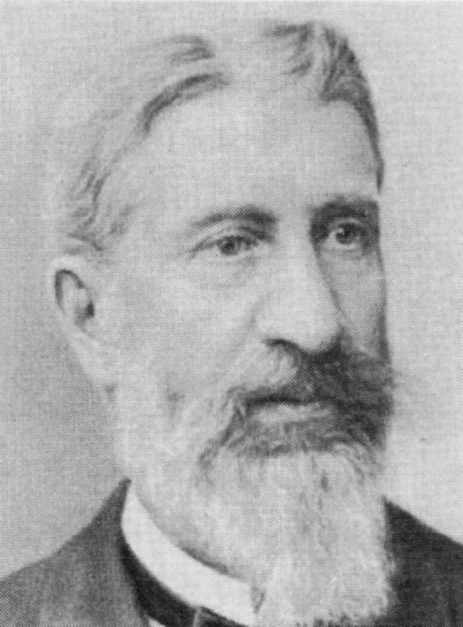
Wilhelm Schürenberg

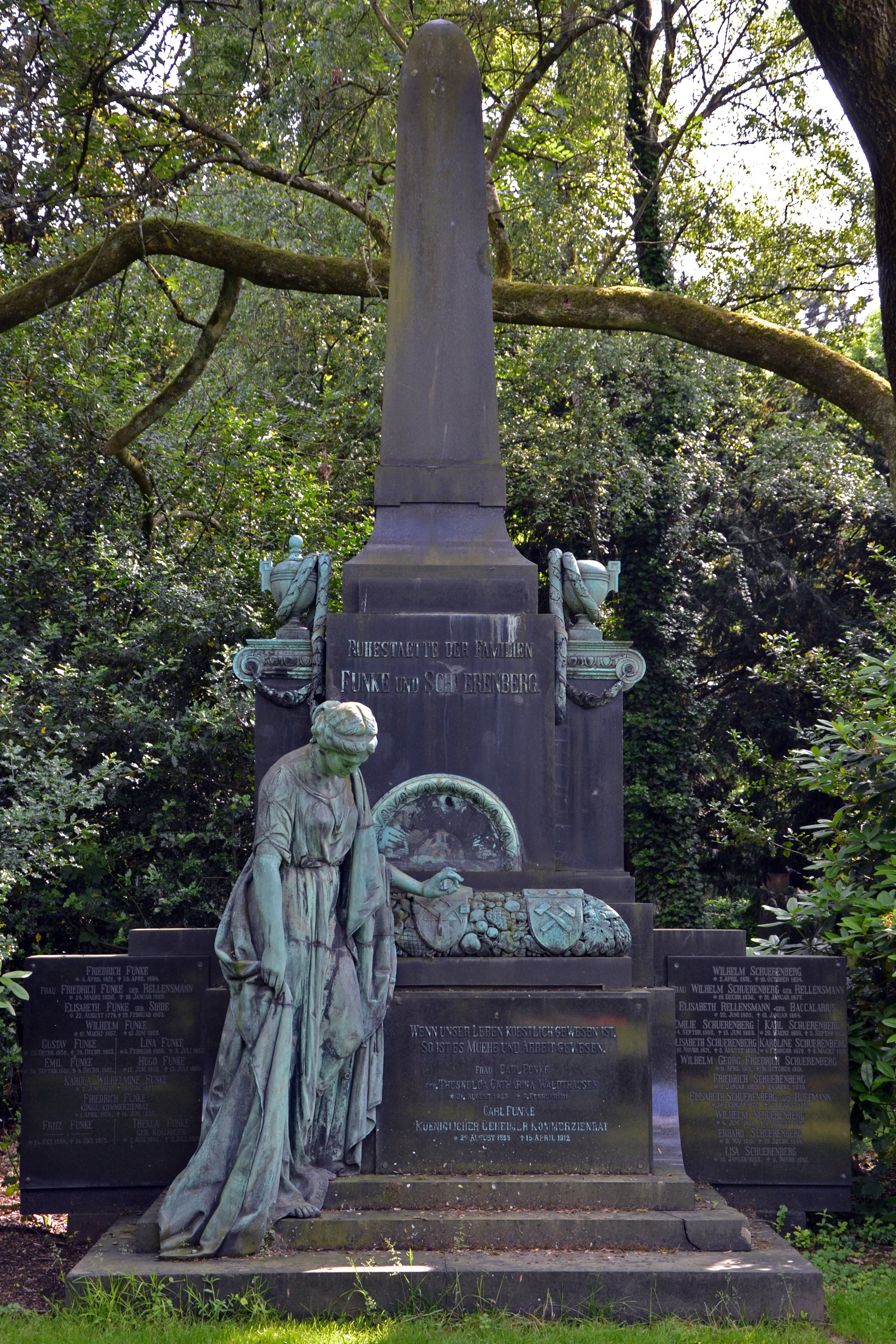
Gruft der Familien Funke und Schürenberg auf dem Essener Ostfriedhof

Wilhelm Schürenberg (* 2. April 1831 in Kettwig-Umstand; † 11. Oktober 1894 in Essen, vollständiger Name: Johann Wilhelm Schürenberg) war ein deutscher Bauunternehmer und Stadtverordneter in Essen, der auch über das Baugewerbe hinaus unternehmerisch tätig wurde.

## Leben und Wirken
Schürenberg war das erste von sieben Kindern des Schreiners und späteren Gasthofbesitzers Johann Heinrich Schürenberg und dessen Ehefrau Anna Catharina Schürenberg geborene vom Riek. Er heiratete 1858 Anna Maria Caroline Rellensmann aus Dortmund. 1868 wurde sein Sohn Wilhelm Theodor Schürenberg in Essen geboren.
Wilhelm Schürenberg gründete 1859 zusammen mit Fritz Funke das Baugeschäft Funke & Schürenberg, das durch den rasanten Aufschwung der Gründerzeit nach rund sechs Jahren bereits etwa 2000 Beschäftigte hatte und zu den größten Bauunternehmen des aufstrebenden Ruhrgebiets zählte. Das Unternehmen errichtete einige Industrieanlagen und Zechenbauten und war unter anderem am Bau der Villa Hügel mit Alfred Krupp als Bauherr, der Pauluskirche und der Actien-Bierbrauerei in Essen an der Ruhr (der späteren Stern-Brauerei) beteiligt. Schürenberg gehörte auch zu den Gründungs- und Aufsichtsratsmitgliedern der Brauerei. Er war eines der Mitglieder der Essener Baudeputation, deren steinerne Büsten unter dem Dachgesims an der Marktseite des 1878 erbauten Essener Rathauses angebracht waren.
1872 gründete Schürenberg zusammen mit Fritz Funke, Heinrich Grimberg, Carl Ernst Korte und Carl und Friedrich Wilhelm Waldthausen die Gewerkschaft Lothringen in (Bochum-)Gerthe.
Seit dem 27. November 1884 war Schürenberg Mitglied der Stadtverordnetenversammlung der Stadt Essen.
Wilhelm Schürenberg wurde in der Familiengruft der Familien Funke und Schürenberg auf dem Friedhof am Kettwiger Tor beigesetzt. Nach Auflassung dieses Friedhofs (zugunsten eines Straßenbaus) 1955 wurde die gemeinsame Gruft auf den Essener Ostfriedhof versetzt.
1937 wurde die vormalige Bergmannstraße im Essener Ostviertel in Schürenbergstraße umbenannt.